# Козлова, Мария Владимировна
Мария Владимировна Козлова (род. 4 июля 1983, Нарва) — российская актриса.

## Биография
Мария Владимировна Козлова родилась 4 июля 1983 года в Нарве.
В 2006 окончила Высшее театральное училище им. Б. Щукина (курс В. Поглазов). Сыграла одну из главных ролей в телесериале «Адъютанты любви». Известность пришла с ролью Надежды Уваровой в телесериале «Талисман любви». Работает в Московском драматическом театре под руководством Армена Джигарханяна.

## Спектакли
1. «Дом Бернарды Альбы» — Адела
2. «Вор» — Нинучча
3. «Необычайные приключения Красной Шапочки» — Красная Шапочка
4. «Золушка» — Золушка
5. «Ромео и Джульетта» — Джульетта

## Фильмография
1. 2005 — Адъютанты любви — Варенька Ланская
2. 2005 — Талисман любви — Надежда Уварова
3. 2007 — Юнкера — Сонечка
4. 2008 — Матрёшки 2 — Света
5. 2008 — Ключи от счастья — Вера
6. 2008 — Колдовская любовь — Света
7. 2008 — Чемпион — Ксюша
8. 2008 — Савва Мамонтов — Лиза
9. 2009 — Танго с ангелом — Катя
10. 2009 — Две стороны одной Анны
11. 2011 — Сердце Марии
12. 2011 — Девичья охота — Маша Иванова
13. 2011 — Камень — Кира в молодости
14. 2015 — Неподкупный (телесериал) — Даша Лукина
15. 2018 — Другие — тележурналистка